# 上穴馬村
上穴馬村（かみあなまむら）は福井県大野郡にあった村。現在の大野市の南東端にあたる。九頭竜ダムの建設に伴い、全集落が廃村となっている。

## 地理
- 山岳 ： 平家岳、滝波山
- 河川 ： 九頭竜川、面谷川、久沢川、伊勢川

## 歴史
- 1889年（明治22年）4月1日 - 町村制の施行により、東市布村、上半原村、下半原村、荷暮村、箱ヶ瀬村、面谷村、持穴村、大谷村、野尻村、米俵村、久沢村および伊勢村の区域をもって、上穴馬村が発足。
- 1956年（昭和31年）9月30日 - 下穴馬村および上穴馬村が合併して、和泉村が発足。

## 交通

### 道路
- 国道158号